# タイラー・ジョゼフ
タイラー・ロバート・ジョセフ（Tyler Robert Joseph、1988年12月1日 - ）は、アメリカ合衆国オハイオ州コロンバス出身の歌手、ソングライター、マルチプレイヤー、ラッパー、音楽プロデューサー。トゥエンティ・ワン・パイロッツのボーカル、ピアノ、ベース、ウクレレ等を担当している。曲によってはタンバリンやギターも担当をする。ライブによってはドラムを演奏することもある。
2008年にソロアルバム『No Phun Intended』を発表。2009年からはトゥエンティ・ワン・パイロッツとして活動しており、過去にグラミー賞に6回ノミネートされ、うち1回は受賞している。

## 来歴
1988年12月1日、タイラー・ロバート・ジョセフはアメリカ合衆国オハイオ州コロンバスで生まれる。レバノン系アメリカ人の父親クリス・ジョセフは1996年から2005年までワージントンクリスチャン高校のバスケ部顧問をしていたほか元校長でもある、母親ケリー・ジョセフ（旧姓ストライカー）は数学の教師をしていたが2013年にオレンタンギー・オレンジ高校のバスケットボール・コーチに就任した。タイラーの両親はキリスト教徒である。タイラーにはジェイ、ザック、メディーの3人の兄弟がいる。
タイラーは小さい頃から野球、バスケットボール、アメリカンフットボールなどをしていた。高校ではポイントガードとして活躍していた。
タイラーはキリスト教徒だったため、ロック、ヒップホップなどを聴いていなかったが、ティーンエイジャーになってからはというとグリーン・デイ、P Diddy、ザ・キラーズなどの曲を聴いていた。
2007年、ジョセフは「slushieguys」という名前のYouTubeチャンネルに家族や友人などとの短いコメディの寸劇やゲーム動画などの動画をアップロードし始めた。 このチャンネルは、2013年以降コンテンツをアップロードしていないが、2021年11月現在、12万5千人以上の登録者がいる。
2008年、ソロアルバム『No Phun Intended』を発表。2009年からはトゥエンティ・ワン・パイロッツとして活動をはじめた。

## ディスコグラフィ
スタジオ・アルバム
- No Phun Intended (2008年)
- NPI Project (2007)